# Mirasol (Lares)
Mirasol es un barrio ubicado en el municipio de Lares en el estado libre asociado de Puerto Rico. En el Censo de 2010 tenía una población de 938 habitantes y una densidad poblacional de 97,62 personas por km².

## Geografía
Mirasol se encuentra ubicado en las coordenadas 18°14′39″N 66°51′2″O / 18.24417, -66.85056. Según la Oficina del Censo de los Estados Unidos, Mirasol tiene una superficie total de 9,61 km², que corresponden a tierra firme.

## Demografía
Según el censo de 2010, había 938 personas residiendo en Mirasol. La densidad de población era de 97,62 hab./km². De los 938 habitantes, Mirasol estaba compuesto por el 92,96% blancos, el 1,07% eran afroamericanos, el 0,96% eran amerindios, el 0,11% eran asiáticos, el 3,84% eran de otras razas y el 1,07% pertenecían a dos o más razas. Del total de la población el 99,47% eran hispanos o latinos de cualquier raza.